# Indisch-iranische Beziehungen
Die Indisch-iranischen Beziehungen sind das zwischenstaatliche Verhältnis zwischen Indien und dem Iran. Kontakte zwischen dem alten Persien und dem alten Indien lassen sich um Jahrtausende zurückverfolgen. Die unabhängige Republik Indien und das Kaiserreich Iran nahmen 1950 diplomatische Beziehungen auf. Anfangs waren die Beziehungen durch die geopolitische Westorientierung von Schah Mohammad Reza Pahlavi belastet. Die engen Kontakte Indiens zum Irak während des Iran-Irak-Kriegs und der anhaltende Kaschmir-Konflikt, in dem der Iran Pakistan unterstützte, sorgte für Streit zwischen beiden Ländern. In den 1990er Jahren unterstützten jedoch sowohl Indien als auch der Iran die Nordallianz gegen die Taliban in Afghanistan, die offen von Pakistan unterstützt wurden, was eine Annäherung beider Länder begünstigte. Beide Länder vereinbarten 2003 eine strategische Partnerschaft und der Iran begann eine wichtige Rolle in Indiens Energieversorgung einzunehmen. Beide Länder kooperieren auch bei der Errichtung eines gemeinsamen Handelskorridors und bei der Verwirklichung von strategischen Infrastrukturprojekten.

## Geschichte

### Frühe Geschichte

#### Antike und frühes Mittelalter

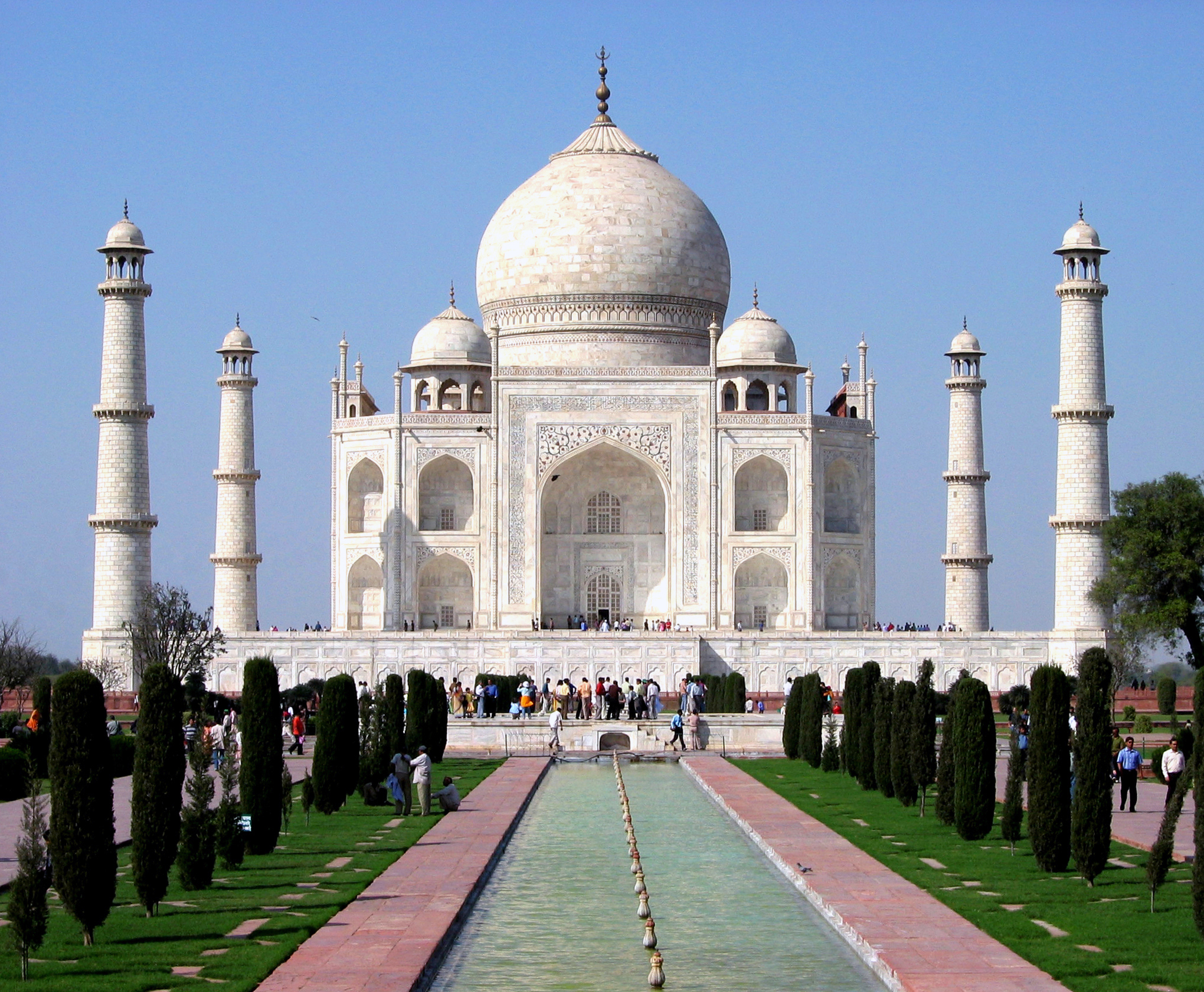
Das Taj Mahal in Agra, Indien verbindet indische und persische architektonische Elemente

Da der indische Subkontinent und die iranische Hochebene geografisch aneinandergrenzen, haben das alte Indien und das alte Persien über Jahrtausende enge Beziehungen unterhalten. Die gemeinsamen indo-iranischen Sprachen, die ihren Ursprung in einer gemeinsamen sprachlichen Wurzel innerhalb der indoeuropäischen Sprachfamilie haben, deuten auf eine gemeinsame Abstammung bzw. Verbindung beider Kulturen hin. Die Indus-Kultur, die knapp 3000 v. Chr. entstand und die älteste Zivilisation auf dem indischen Subkontinent ist, hatte intensive Handelskontakte mit Persien und Mesopotamien. Knapp 2000 v. Chr. begann die Migration der Indoeuropäer (Arya) von Norden her auf den Subkontinent und die Vedische Kultur entstand über die nächsten Jahrhunderte. Es gibt auch zahlreiche Gemeinsamkeiten zwischen dem Zoroastrismus und der vedischen Religion, welche die Basis für den modernen Hinduismus bildet. Das Achämenidenreich konnte im 5. Jahrhundert v. Chr. den Indus erreichen und Gebiete im heutigen Pakistan in Besitz nehmen. Auch das Einflussgebiet des späteren Sassanidenreiches reichte bis dorthin.

#### Islamisches Persien und Indien
Die Kultur des islamischen Persien übte einen großen Einfluss auf dem indischen Subkontinent aus. Die früheste Expansion der persisch-islamischen Kultur auf dem Subkontinent erfolgte durch verschiedene muslimische türkisch-persische Herrscher wie den Sultan Mahmud von Ghazni im 11. Jahrhundert, der die starke Persianisierung der eroberten Gebiete im Nordwesten des indischen Subkontinents vorantrieb, wobei auch der islamische Einfluss fest etabliert wurde. Persisch war die Amtssprache der meisten muslimischen Dynastien auf dem indischen Subkontinent, wie dem Sultanat von Delhi, dem Sultanat von Bengalen und später dem Mogulreich. Die Eliten dieser islamischen Großreiche waren häufig türkisch-zentralasiatischer Abstammung, hatten jedoch zahlreiche Aspekte der Kultur Persiens übernommen. Persien beeinflusste dadurch Sprache, Kultur, Kunst, Küche, Architektur und Religion des indischen Subkontinents nachhaltig. Der Einfluss des Persischen führte zu einer Volkssprache namens Hindustani, die die direkte Vorgängersprache der heutigen Urdu-Hindi-Varianten ist und zahlreiche Leihwörter aus dem Türkischen und Persischen enthält. Mit dem Einfall des persischen Schah Nader Schah in Indien und der Plünderung von Delhi begann der Niedergang des Mogulreichs und Indien wurde schließlich im 19. Jahrhundert eine britische Kolonie (Britisch-Indien), während auch Persien unter den zunehmenden Einfluss der europäischen Kolonialmächte geriet.

### Indien und das Kaiserreich Iran

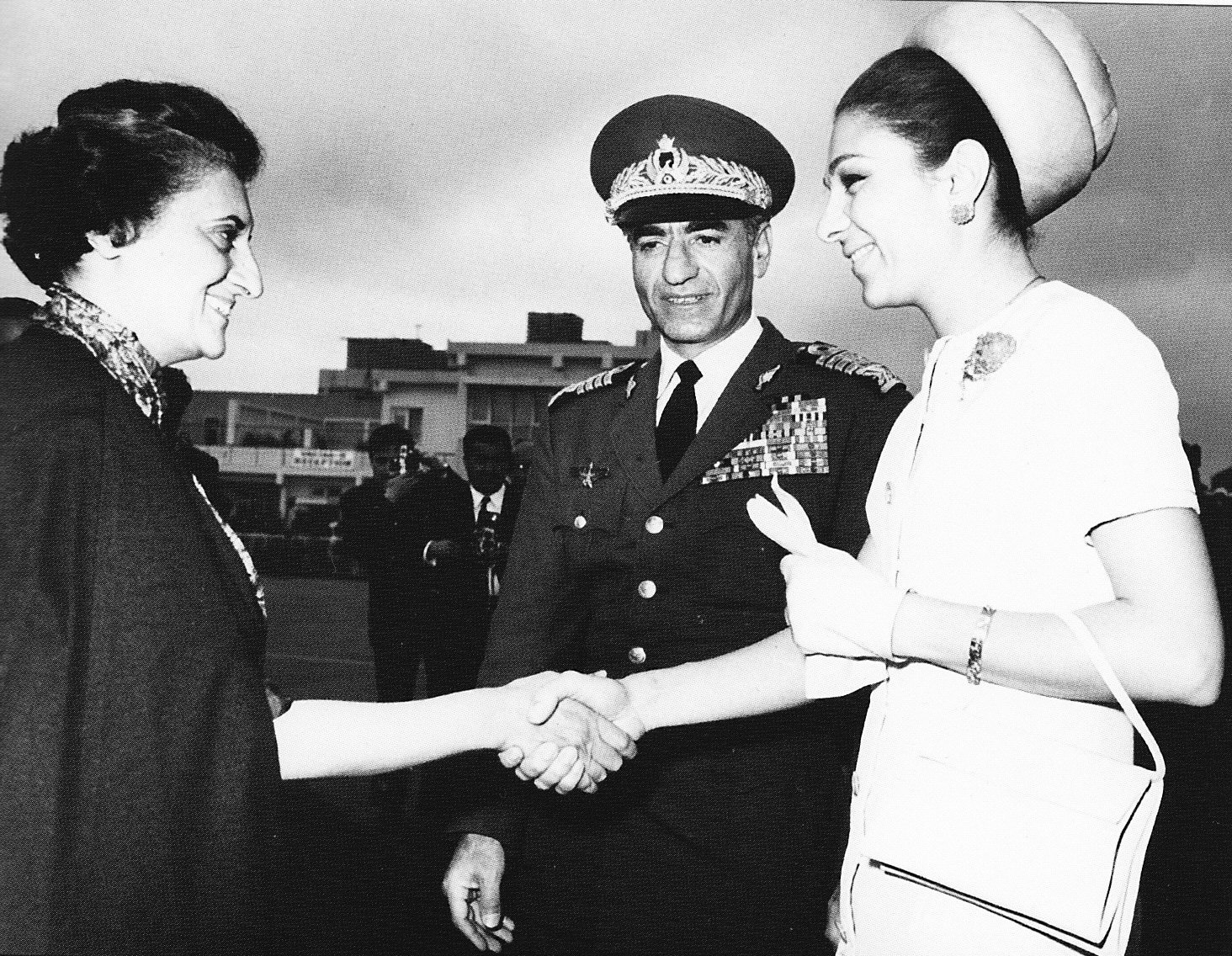
Indira Gandhi mit Mohammed Reza und Farah Pahlavi (1970)

Indien erlangte am 15. August 1947 seine Unabhängigkeit von den Briten und durch die Teilung Indiens und der Entstehung Pakistans besteht keine Landgrenze mehr zwischen dem Iran und Indien. Indien und der Iran etablierten am 15. März 1950 diplomatische Beziehungen und unterzeichneten einen Freundschaftsvertrag. Schah Mohammad Reza Pahlavi besuchte Indien im Februar/März 1956 und Indiens Premierminister Jawaharlal Nehru besuchte den Iran im September 1959. Die Entwicklung der Beziehungen beider Länder zu dieser Zeit wurde jedoch durch die unterschiedliche außenpolitische Orientierung beider Staaten behindert. Indien war Teil der Bewegung der Blockfreien Staaten und stand der Sowjetunion nahe, während der Iran unter Pahlavi eine prowestliche Außenpolitik betrieb. Der Iran etablierte auch enge Beziehungen zu Indiens Rivalen Pakistan und ab 1955 waren diese beiden Länder im Bagdad-Pakt vereint, einem antikommunistischen und prowestlichen Bündnis für den Nahen Osten. Im Kaschmir-Konflikt stellte sich der Schah auf die Seite Pakistans. Der Iran unterstützte Pakistan im indisch-pakistanischen Krieg von 1965 und im indisch-pakistanischen Krieg 1971 mit Hilfsgütern, Erdöl und lieferte auch Waffen an Pakistan. Nach der Abspaltung Bangladeschs von Pakistan 1971 begann sich der Iran stärker Indien zuzuwenden und die Beziehungen intensivierten sich mit hochrangigen Staatsbesuchen. Die beiden indischen Premierminister Indira Gandhi und Morarji Desai besuchten den Iran in den Jahren 1974 bzw. 1977. Im Februar 1978 besuchte der Schah des Iran erneut Indien.

### Indien und die Islamische Republik

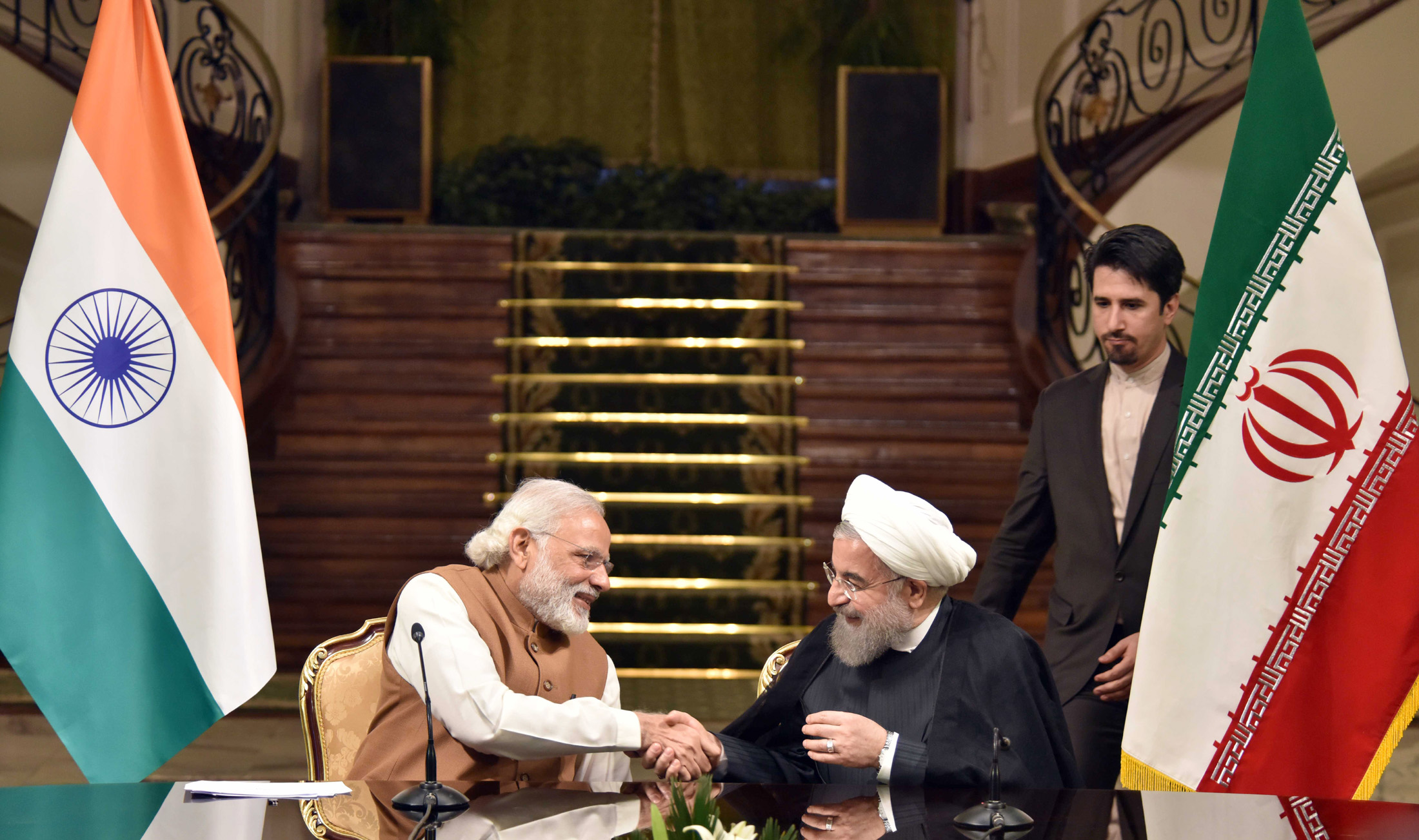
Treffen zwischen Narendra Modi und Hassan Rohani (2016)

Im Jahre 1979 kam es zur Islamischen Revolution und dem Sturz der Pahlavi-Dynastie. Ein schiitisch-islamistisches Regime unter Ruhollah Chomeini ergriff die Macht und begann eine antiwestliche, aber gleichzeitig auch antikommunistische Außenpolitik zu verfolgen. Das neue Regime in Teheran unterstützte die Position Kaschmirs in Pakistan und forderte von Indira Gandhi eine stärkere Distanzierung von der Sowjetunion nach dem Beginn des sowjetischen Einfalls in Afghanistan (1979–1989). Mit dem Zerfall der Sowjetunion begann der Iran für Indien an strategischer Bedeutung zu gewinnen, da dieser einen Zugang zu den Ressourcen der nun unabhängig gewordenen Staaten in Zentralasien unter Umgehung von Pakistan bot. Die Beziehungen näherten sich auch dadurch an, dass Indien und der Iran in den 1990er Jahren in Afghanistan die Nordallianz unterstützten, während Pakistan die Taliban unterstützte. Indiens Wunsch, über den Iran Pakistan auszumanövrieren und einen Zugang zu Russland und Zentralasien zu erhalten, führten 2000 zur Ankündigung beider Staaten, einen Nord-Süd-Handelskorridor errichten zu wollen, um indische Waren über den Hafen von Tschahbahar nach Norden zu transportieren. Diese Konvergenz führte 2003 zur Verkündung einer strategischen Partnerschaft zwischen beiden Staaten. Schon zwei Jahre zuvor hatten beide Staaten bei einem Besuch von Atal Bihari Vajpayee in Teheran angekündigt, in Afghanistan und bei der Bekämpfung des internationalen Terrorismus eng zusammenarbeiten zu wollen. Auch das unilaterale Vorgehen der USA während des Irakkriegs rief bei beiden Ländern Missfallen hervor.
Trotz der Annäherung beider Länder sprach sich Indien gegen das iranische Atomprogramm aus und forderte das Land auf, den Atomwaffensperrvertrag einzuhalten, den Indien selbst ignoriert hat. Meinungsverschiedenheiten blieben auch in der Kaschmirfrage bestehen. Im Jahr 2010 appellierte der Oberste Führer des Iran, Ayatollah Ali Chamenei, an die Muslime weltweit, den Freiheitskampf in Jammu und Kaschmir zu unterstützen. Indien bestellte daraufhin den amtierenden iranischen Botschafter in Neu-Delhi ein, um offiziell Protest einzulegen. 2017 beklagte Chamenei erneut die „Unterdrückung“ der Muslime in Kaschmir.

## Wirtschaftsbeziehungen

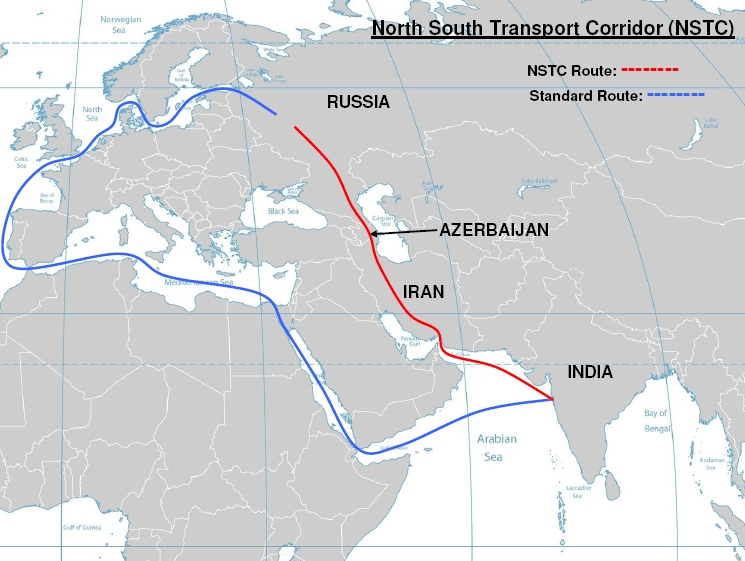
Nord-Süd-Transportkorridor

Seit den 1990er Jahren hat der wirtschaftliche Austausch zwischen beiden Staaten an Intensität gewonnen. Der Iran zählt zu den wichtigsten Energielieferanten, wobei die Erdöllieferungen des Irans an Indien ins Visier US-amerikanischer Sanktionen gerieten. Beide Staaten haben sich bemüht, diese Sanktionen zu umgehen, um weiterhin Handel treiben zu können. Beide Länder haben deshalb Zahlungen in indischen Rupien vereinbart.
Indien unterstützt die Entwicklung des Hafens Tschahbahar, der ihm Zugang zu den Öl- und Gasvorkommen im Iran und in den zentralasiatischen Staaten verschaffen wird. Auf diese Weise hofft Indien, mit den Chinesen konkurrieren zu können, die den Hafen Gwadar in Pakistans Provinz Belutschistan bauen. Der Ausbau des Hafens Tschahbahar ist Teil einer größeren Initiative zur Errichtung eines Nord-Süd-Transportkorridors, welcher von den beteiligten Staaten gemeinsam geplant und errichtet wird. Der Nord-Süd-Transportkorridor ist eine Schiffs-, Schienen- und Straßenverbindung für den Gütertransport zwischen Indien, Russland, Iran, Europa, dem Kaukasus und Zentralasien. Die Route umfasst den Transport von Menschen und Gütern per Schiff, Schiene und Straße. Ziel des Korridors ist es, die Handelsverbindungen zwischen großen Städten wie Mumbai, Moskau, Teheran, Baku, Bandar Abbas, Astrachan, Bandar Anzali und weiteren Orten zu verbessern. Am 7. Juli 2022 gab das russische Unternehmen RZD Logistics bekannt, dass es seinen ersten Warentransport nach Indien über Zentralasien durch den Korridor erfolgreich abgeschlossen hat.

## Parsis in Indien
Die weltweit größte Bevölkerung von Zoroastriern sind die Parsen in Indien. Während der arabischen Eroberung Persiens zogen viele Zoroastrier an die Westküste Indiens. Die Parsen gelten als eine sehr wohlhabende und erfolgreiche Gruppe im modernen Indien. Zu den prominenten indischen Parsen gehören Dadabhai Naoroji (dreimaliger Präsident des Indischen Nationalkongresses), Feldmarschall Sam Manekshaw, der Kernenergiewissenschaftler Homi Bhabha, der Industrielle Jehangir Ratanji Dadabhoy Tata und die Familie Tata. Der Rockstar Freddie Mercury (Leadsänger der Band Queen) war ein indischer Parsi, der in Sansibar geboren wurde. Zubin Mehta, ein Dirigent westlicher klassischer Musikorchester, ist ebenfalls ein Parse, der ursprünglich aus Mumbai stammt.